# Bernardo di Périgord
Bernardo Tagliaferro, conte di Périford, di Agen e d'Angoulême (prima dell'895 – 950), fu conte di Périgord e di Agen dal 918 e conte d'Angouleme dal 945 alla sua morte.

## Origine
Sia secondo il monaco e storico, Ademaro di Chabannes, che secondo la Historia Pontificum et Comitum Engolismensis, Bernardo era l'unico figlio del conte di Périgord e di Agen, Guglielmo I e della moglie, Regelinda, la figlia del conte di Quercy, conte di Tolosa e anche conte di Rouergue, Raimondo I e della moglie, Berta.
Sia secondo il monaco e storico, Ademaro di Chabannes, che secondo la Historia Pontificum et Comitum Engolismensis, Guglielmo, era figlio secondogenito del conte d'Angouleme, di Périgord e di Agen, Vulgrino I e della moglie, Regelinda, sorella di Guglielmo il tolosano, che era figlia del duca di Settimania, conte di Autun, conte di Barcellona e conte di Tolosa, Bernardo I e di Dhuoda di Guascogna, anche se non viene citata coi figli maschi nel Le manuel de Dhuoda (843)(804-843), presunta figlia del duca di Guascogna Sancho I Lopez (772-816) e autrice di un celebre Manuale per il figlio Guglielmo.

## Biografia
Sia secondo il monaco e storico, Ademaro di Chabannes, che secondo la Historia Pontificum et Comitum Engolismensis, subito dopo la morte del conte d'Angouleme, Audoino o Aldoino I, Bernardo uccise il visconte di Marcilliacum, Lamberto ed il di lui fratello, Rainulfo, che erano responsabili di un attentato contro la zia di Bernardo, Sancia(sorella di Guglielmo I e moglie di Ademaro, conte d'Angouleme.
Suo padre, Guglielmo I, morì nel 918, come ci viene ricordato da Ademaro di Chabannes (morto parte suo Willelmo qui fui frate Alduini ex Vulgrimno) e dalla Historia Pontificum et Comitum Engolismensis(mortuo patre suo Guillermo, qui fuerat frater Aldoïni ex Vulgrino). A Guglielmo succedette Bernardo (Bernardus, ...., Comes Petragoricae effectus est) (Bernardus, ...., Comes Petragoricae effectus est).
In un anno imprecisato, secondo un documento del Cartulaire du prieuré de Saint-Pierre de la Réole, Bernardo restituì ai frati l’abbazia di Saint-Sour de Genouillac, col consenso della moglie, Berta (uxore mea, nomine Berta) e dei figli di primo letto, Arnaldo Barnaba, Guglielmo, Gauberto e Bernardo (Guillelmo videlicet, atque Gausberto, seu Arnaldo, et Bernardo).
Verso il 940, secondo il documento n° I del Instrumenta sarlatensis Ecclesiae, Bernardo fece restaurare l'abbazia di Sarlat, con il consenso della seconda moglie, Garsenda.
Bernardo, secondo la Historia Pontificum et Comitum Engolismensis, collaborava col cugino  Guglielmo II detto Tagliaferro, conte d'Angouleme; infatti, verso il 942, Guglielmo, secondo il documento n° 222 del Le cartulaire de Saint-Cybard, fece la donazione di una proprietà all'Abbazia di San Cybard e l'atto di donazione fu controfirmato anche da Bernardo (Bernardi comitis); in quello stesso periodo, Guglielmo riconobbe la donazione nel suo testamento che fu convalidato anche dal cugino, Bernardo, conte di Périgord (Bernardus comes).
Suo cugino, Guglielmo II detto Tagliaferro, combatté i Normanni (secondo il A Short Course of History by Havilland Le Mesurier Chepmell il nome Tagliaferro gli fu dato in seguito all'aver ucciso in battaglia un re dei Normanni, con un fendente che gli trapassò la maglia di ferro) e combattendo i Normanni, sempre secondo Ademaro di Chabannes, Guglielmo morì, verso il 945 e fu tumulato nell'Abbazia di San Cybard.
Ancora secondo Ademaro di Chabannes, gli succedette Bernardo, già conte di Périgord, e dopo di lui furono conti di Angouleme quattro dei suoi figli.
Non si conosce la data esatta della morte di Bernardo, avvenuta verso il 950.
Gli succedette il figlio Arnaldo Barnaba.

## Matrimoni e discendenza
Bernardo, come ci viene confermato dal Cartulaire du prieuré de Saint-Pierre de la Réole, aveva sposato, in prime nozze, Berta, di cui non si conoscono gli ascendenti e dalla quale ebbe cinque figli:
- Arnaldo Barnaba (Arnaldus Voratio; † prima del 6 agosto 962), conte di Périgord di Agen e d'Angouleme[12]
- Guglielmo III (Willelmus Talerandus; † 6 agosto 962), conte di Périgord di Agen e d'Angouleme[12]
- Gauberto o Gausberto[7] ( † 975)
- Bernardo[7] ( † prima del 975)
- Emma ( † dopo il 988), che aveva sposato il conte de La Marche, Bosone I[16]

Bernardo, come ci viene confermato dal Instrumenta sarlatensis Ecclesiae, aveva sposato, in seconde nozze, Garsenda, di cui non si conoscono gli ascendenti e dalla quale ebbe cinque figli:
- Ranulfo, "Bompar" (Rannulfus Bomparius; † 27 luglio 975), conte di Périgord di Agen e d'Angouleme[12]
- Riccardo Insipiens ( † dopo il 27 27 luglio 975), conte di Périgord di Agen e d'Angouleme[12]
- Hilduino o Alduino ( † prima del 975), sottoscrisse il documento n° I del Instrumenta sarlatensis Ecclesiae[8]
- Heli de Périgord ( † circa 976), sottoscrisse il documento n° I del Instrumenta sarlatensis Ecclesiae[8]
- Goffredo ( † prima del 975), sottoscrisse il documento n° I del Instrumenta sarlatensis Ecclesiae[8].

### Fonti primarie
- (LA)  Gallia christiana, in provincias ecclesiasticas distributa, tomas II.
- (LA)  Le Cartulaire du prieuré de Saint-Pierre de la Réole.
- (LA)  Ademarus Engolismensis, Historiarum Libri Tres.
- (LA)  Le cartulaire de Saint-Cybard.
- (LA)  Historia Pontificum et Comitum Engolismensis.
- (LA)  Le manuel de Dhuoda.

### Letteratura storiografica
- Louis Halphen, Francia: gli ultimi Carolingi e l'ascesa di Ugo Capeto (888-987), in «Storia del mondo medievale», vol. II, 1979, pp. 636–661
- (EN)  A Short Course of History by Havilland Le Mesurier Chepmell